# Gäddmyr
Gäddmyr, hållplats, tågmötesstation i Gällivare kommun i Lappland.
Gäddmyr ligger i Gällivare sockens norra skogsbygd, längs malmbanan, mellan Kaitumälven och Kalixälven, cirka 20 km söder om Kiruna.
Strax öster om Gäddmyr ligger myrområdet Sákkikáhpi, som är uppkallat efter berget Sákkik (595 m ö.h.), vilket ligger cirka två kilometer sydväst om Gäddmyr. Området avvattnas av det lilla vattendraget Sákkikjohka, som via Vuotnajohka når Kalixälven.